# Liv AlUla Jayco/Saison 2024
Diese Liste beschreibt die Mannschaft und die Siege des UCI Women’s WorldTeams Liv AlUla Jayco in der Saison 2024.

## Mannschaft
| Teamkader 2024          | Teamkader 2024     | Teamkader 2024      | Teamkader 2024                       |
| Name                    | Geburtsdatum       | Land                | Vorheriges Team                      |
| ----------------------- | ------------------ | ------------------- | ------------------------------------ |
| Caroline Andersson      | 29. Juli 2001      | Schweden            | Liv Racing TeqFind (2023)            |
| Georgia Baker           | 21. September 1994 | Australien          | TIS Racing (2018)                    |
| Teniel Campbell         | 23. September 1997 | Trinidad und Tobago | Valcar-Travel & Service (2020)       |
| Mavi García             | 2. Januar 1984     | Spanien             | Liv Racing TeqFind (2023)            |
| Ingvild Gåskjenn        | 1. Juli 1998       | Norwegen            | Coop-Hitec Products (2022)           |
| Georgie Howe            | 3. März 1994       | Australien          |                                      |
| Jeanne Korevaar         | 24. September 1996 | Niederlande         | Liv Racing TeqFind (2023)            |
| Alexandra Manly         | 28. Februar 1996   | Australien          |                                      |
| Amber Pate              | 21. April 1995     | Australien          |                                      |
| Letizia Paternoster     | 22. Juli 1999      | Italien             | Trek-Segafredo (2022)                |
| Ruby Roseman-Gannon     | 8. November 1998   | Australien          | ARA-Pro Racing Sunshine Coast (2021) |
| Silke Smulders          | 1. April 2001      | Niederlande         | Liv Racing TeqFind (2023)            |
| Quinty Ton              | 4. August 1998     | Niederlande         | Liv Racing TeqFind (2023)            |
| Anna Trevisi            | 8. Mai 1992        | Italien             | UAE Team ADQ (2023)                  |
| Ella Wyllie             | 1. September 2002  | Neuseeland          | Lifeplus Wahoo (2023)                |
| Urška Žigart            | 4. Dezember 1996   | Slowenien           | Alé BTC Ljubljana (2020)             |
|                         |                    |                     |                                      |
| Quelle: ProCyclingStats |                    |                     |                                      |

## Siege
| Siege    | Siege                                                      | Siege                  | Siege  | Siege               | Siege |
| Datum    | Rennen                                                     | Staat                  | Klasse | Siegerin            |       |
| -------- | ---------------------------------------------------------- | ---------------------- | ------ | ------------------- | ----- |
| 7. Jan.  | Australische Meisterschaften, Straßenrennen der Frauen     | Australien             | CN     | Ruby Roseman-Gannon |       |
| 9. Feb.  | Neuseeländische Meisterschaften, Straßenrennen der Frauen  | Neuseeland             | CN     | Ella Wyllie         |       |
| 29. Mai  | Vuelta Ciclista Andalucia, 1. Etappe                       | Spanien                | 2.1    | Silke Smulders      |       |
| 30. Mai  | Vuelta Ciclista Andalucia, 2. Etappe                       | Spanien                | 2.1    | Mavi García         |       |
| 31. Mai  | Vuelta Ciclista Andalucia, 3. Etappe                       | Spanien                | 2.1    | Ella Wyllie         |       |
| 2. Jun.  | Vuelta Ciclista Andalucia, Gesamtwertung                   | Spanien                | 2.1    | Mavi García         |       |
| 9. Jun.  | The Women’s Tour, 4. Etappe                                | Vereinigtes Königreich | 2.WWT  | Ruby Roseman-Gannon |       |
| 20. Jun. | Slowenische Meisterschaften, Einzelzeitfahren der Frauen   | Slowenien              | CN     | Urška Žigart        |       |
| 23. Jun. | Slowenische Meisterschaften, Straßenrennen der Frauen      | Slowenien              | CN     | Urška Žigart        |       |
| 29. Jun. | Trinidadische Meisterschaften, Einzelzeitfahren der Frauen | Trinidad und Tobago    | CN     | Teniel Campbell     |       |
| 30. Jun. | Trinidadische Meisterschaften, Straßenrennen der Frauen    | Trinidad und Tobago    | CN     | Teniel Campbell     |       |
| 21. Sep. | Grand Prix cycliste de Gatineau                            | Kanada                 | 1.1    | Letizia Paternoster |       |

## UCI-Weltranglisten-Platzierungen
| UCI-Ranking | UCI-Ranking         | UCI-Ranking         | UCI-Ranking |
| Fahrerin    | Fahrerin            | Land                | Punkte      |
| ----------- | ------------------- | ------------------- | ----------- |
| 12.         | Mavi García         | Spanien             | 1677.1 P.   |
| 31.         | Letizia Paternoster | Italien             | 1226 P.     |
| 57.         | Ruby Roseman-Gannon | Australien          | 782 P.      |
| 70.         | Ingvild Gåskjenn    | Norwegen            | 643.1 P.    |
| 78.         | Ella Wyllie         | Neuseeland          | 578 P.      |
| 80.         | Silke Smulders      | Niederlande         | 550.1 P.    |
| 87.         | Urška Žigart        | Slowenien           | 498 P.      |
| 119.        | Georgia Baker       | Australien          | 345.1 P.    |
| 129.        | Caroline Andersson  | Schweden            | 323.1 P.    |
| 133.        | Alexandra Manly     | Australien          | 306 P.      |
| 289.        | Quinty Ton          | Niederlande         | 129 P.      |
| 299.        | Teniel Campbell     | Trinidad und Tobago | 123.1 P.    |
| 333.        | Amber Pate          | Australien          | 109 P.      |
| 552.        | Jeanne Korevaar     | Niederlande         | 56 P.       |
| 869.        | Georgie Howe        | Australien          | 22.1 P.     |